# Antonio Cosmes
Antonio Cosmes de Cossío, (México, hacia 1820)  fue un fotógrafo mexicano que se instaló profesionalmente en España en los primeros años de la década de 1850.
Procedente de México estuvo en Cádiz y Madrid hasta que se estableció en Valencia. En 1858 realizó un reportaje de la visita de Isabel II al puerto de Valencia en colaboración con José Martínez Sánchez siendo uno de los primeros reportajes realizados por fotógrafos españoles.
Con una formación profesional inicial como pintor se instaló como fotógrafo sobre 1850 realizando retratos al daguerrotipo, aunque poco después se dedicó al ambrotipo. Aunque se conoce poco de su biografía se sabe que después de Valencia se trasladó de nuevo a Cádiz donde abrió una galería en 1859. Gran parte de las fotografías que se han conservado lo han hecho en la colección de Manuel Castellano.